# 人兽嵌合体
人兽嵌合体是人类与其他动物产生的嵌合体。人兽嵌合体研究存在巨大的伦理争议，但部分科学家认为这项工作最终有助在动物体内培育出可供移植的人类器官，从而解决移植器官来源严重不足的难题。

## 嵌合体
嵌合体是由两种或者更多“个体”构成的一种生物体，它包含着至少两组DNA。DNA全名脱氧核糖核酸，是一种生物大分子。带有蛋白质编码的DNA片段称为基因。基因和非编码DNA合称为基因组，是指一套染色体中的完整的DNA序列，包含了该生物的全部遗传信息。
动物学上的嵌合体根据其嵌合方式的不同可分为三种类型：杂合体（Hybrid）、嵌合体1（Cybrid）和嵌合体2（Chimera）。其中杂合体的嵌合程度最高，其产生过程又称杂交（Hybridization），结果是两种动物的基因大约各占一半。但由于人类与其他动物之间生殖隔离，因此理论上不会出现民间所谓的“人兽杂交怪物”。嵌合体1的英语Cybrid的意思是“细胞质杂交”，即将甲动物的细胞核移植到乙动物的去核卵细胞中。由于99.9%的遗传物质都在细胞核中，所以嵌合体1可以当作甲动物的胚胎来研究。嵌合体2是将甲动物的具有特种遗传性状的细胞（成体干细胞或胚胎干细胞）导入乙动物的胚胎（囊胚）中。嵌合体2的胚胎中含有一定的甲动物组织的基因成分，并可分化到各个器官组织中。

## 人猪嵌合体
2017年，科學家首先利用有“基因剪刀”之称的CRISPR技术删除猪胚胎内形成器官的关键基因，以创造遗传“空位”，然后把人类诱导多能干细胞注入猪胚胎内。诱导多能干细胞从人类体细胞中直接获得，具有与胚胎干细胞一样分化为各类细胞的能力。1,500个猪囊胚经过21天至28天的发育，在中止培育之前依然有186个存活，其中人类干细胞在猪胚胎中形成“不等程度的嵌合”，但其总体比例较低，估计人类细胞在猪细胞的比例可能小于万分之一。

## 人羊嵌合体
2018年，科學家創造了人羊嵌合体，其中人类细胞比例只占了不到1%，且培育三周即中止實驗，但若最终目标是满足人类器官移植的需求，就需要逐步提高嵌合体中人类细胞的比例，而这一过程将不可避免地引发伦理问题。

## 人猴嵌合体
2019年，科學家將人類幹細胞植入猴子的胚胎中，當胚胎妊娠的第14天準備生成中樞神經系統時終止實驗。
2021年，科學家將人類幹細胞植入猴子的胚胎中，在觀察其生長20天便予以銷毀。

## 豬猴嵌合体
2019年，科學家將食蟹獼猴細胞植入豬的胚胎中，4000多個胚胎只有10隻豬出生，其中只有兩隻豬是帶有獼猴基因的嵌合體，然而這兩隻豬的獼猴基因所佔比例很低（介於千分之一至萬分之一），其後這批豬不論是否帶有獼猴基因都在出生後一周內出自不明原因而死亡，據推測可能是體外人工受精過程所致。

## 争议
加州大学圣地亚哥分校的社会学家约翰·伊万斯（John Evans）指出，人兽嵌合体之争的核心在于该生物的认知能力。纽约医学院的细胞生物学家斯图尔特·纽曼（Stuart Newman）担心人类干细胞会转移到猪的大脑中，将来的嵌合体生物将逐渐具备一部分人类的性格。